# Cattura di Garadaghly
La cattura di Garadaghly (in azero Qaradağlının işğalı) è stata la presa di Garadaghly (in armeno Varanda), un villaggio popolato dell'Azerbaigian nel distretto di Khojavend del Nagorno Karabakh da parte di unità di volontari armeni il 17 febbraio 1992, durante la prima guerra del Nagorno-Karabakh.

## Eventi precedenti
Nella primavera e nell'estate del 1991, la violenza durante la prima guerra del Nagorno Karabakh si trasformò in un conflitto tra i villaggi quando vennero effettuate incursioni e la presa di ostaggi. In uno di questi eventi, sei abitanti azeri furono uccisi in un attacco di combattenti armeni a Garadaghly.

## Attacco
L'assalto iniziò alle 5 del mattino del 17 febbraio 1992. La battaglia continuò per 11 ore e portò alla cattura di Garadaghly da parte delle truppe armene. All'operazione presero parte le unità "Arabo", "Aramo" e le unità di Monte Melkonian. L'agenzia di stampa ITAR-TASS citando il centro informazioni del Fronte Popolare Azero affermò che "più di 20 persone furono uccise e 15 ferite" quando i militanti armeni catturano il villaggio e costretto i residenti a fuggire in una foresta vicina. I sopravvissuti fuggirono ad Agdam oltre le montagne.
Markar Melkonian, fratello di Monte Melkonian, che partecipò alla cattura del villaggio, descrive nel suo libro La Strada di mio fratello che i combattenti delle unità Arabo e Aramo radunarono trentotto prigionieri azeri, tra cui diverse donne e altri non combattenti, in un fosso alla periferia del villaggio. Uno dei prigionieri nel fosso lanciò una granata, ferendo uno dei rapitori. I combattenti di Arabo e Aramo che già "volevano vendicare la morte di un altro compagno il giorno prima, iniziarono a pugnalare e sparare ai loro prigionieri", fino a quando morirono tutti. Uno dei combattenti armeni cosparse di benzina diversi soldati azeri feriti e li bruciò vivi. Nelle parole di Melkonian, il fossato divenne un "mucchio di rottame di macelleria". Secondo Melkonian, "un totale di cinquantatré azeri furono uccisi a Karadaghlu e nei dintorni entro due giorni. Il fratello di Melkonian scrisse che Monte era contro gli omicidi, comandando che "nessun prigioniero doveva essere leso".

## Conseguenze
Dopo la cattura di Garadaghly, il ministro della difesa azero Tajeddin Mehdiyev venne licenziato. Lettere di condanna per l'uccisione di civili azeri furono inviate dall'Azerbaigian alle Nazioni Unite, all'Organizzazione per la sicurezza e la cooperazione in Europa e alla Croce Rossa.